# Rhene pantharae
Rhene pantharae är en spindelart som beskrevs av Biswas, Biswas 1992. Rhene pantharae ingår i släktet Rhene och familjen hoppspindlar. Inga underarter finns listade i Catalogue of Life.